# Parc rural d'Anaga
Le parc rural d'Anaga est un espace naturel protégé localisé dans le Massif d'Anaga, dans l'île de Tenerife appartenant aux Canaries. Il a été déclaré le 9 juin 2015 réserve de biosphère, étant le lieu recelant la plus grande quantité d'espèces endémiques en Europe. Le parc est situé sur les communes de Santa Cruz de Tenerife, La Lagune et Tegueste.

## Catégorie de protection

Localisation du parc rural d'Anaga.

En 1987, le parc a été classé comme Parc Naturel par la Loi 12/1987 du 19 juin de Déclaration d'Espaces Naturels des Canaries, et reclassifié dans sa catégorie actuelle (Parc Rural) par la Loi 12/1994 du 19 décembre, en tant qu'Espace Naturel des Canaries.  
Au mois de mars 2013 le Conseil de Coordination du Réseau Canarien de Réserves de la Biosphère (Consejo de Coordinación de la Red Canaria de Reservas de la Biosfera) a présenté et approuvé à l'unanimité la proposition de déclarer tout le massif d'Anaga comme nouvelle Réserve de la biosphère. Le 24 septembre, le Comité Espagnol du Programme Homme et Biosphère (Comité Español del Programa Hombre y Biosfera) de l'Unesco (Mab) donne son approbation à la candidature, qui est présentée au Conseil International de Coordination de l'Unesco au printemps 2014 pour approbation définitive. La proposition a été approuvée par le Gouvernement des Canaries et les Universités de la Lagune, de Las Palmas de Gran Canaria et de la Complutense de Madrid.. Enfin, le 9 juin 2015 le massif d'Anaga a été déclaré Réserve de la Biosphère pendant la réunion annuelle de l'Unesco célébrée à cette occasion à Paris. Le massif d'Anaga est le lieu qui recèle la plus grande quantité d'espèces endémiques en Europe.